# Abidin Dino
Abidin Dino (ur. 13 marca 1913 w Stambule, zm. 7 grudnia 1994 w Paryżu) – turecki malarz, pisarz i reżyser.

## Życiorys
Abidin Dino urodził się jako najmłodsze z pięciu dzieci Saffet Hanım i Rasiha Dino. Swoje dzieciństwo spędził w Genewie i Paryżu, do Stambułu wrócił w 1925 roku.
W 1933 roku Turcję odwiedził radziecki reżyser Siergiej Jutkiewicz; zaprosił on Abidina Dino do Leningradu, który pracował tam jako dekorator i malarz. W następnym roku rozpoczął studia filmowe i współpracował z Jutkiewiczem w produkcjach filmów jak Serce Turcji - Ankara oraz Człowiek z karabinem. W ZSRR przebywał do 1937 roku, wyemigrował do zachodniej Europy; do 1938 roku zamieszkiwał w Paryżu i Londynie, gdzie nawiązywał współpracę z artystami jak Pablo Picasso. Ponownie wrócił do Stambułu oraz odbył służbę wojskową.
W 1940 roku za poglądy polityczne był zesłany do Mecitözü, a następnie do Adany, gdzie pracował jako rzeźbiarz. W 1941 roku założył artystyczną grupę Yeniler Topluluğu, która tworzyła cieszące się dużym zainteresowaniem obrazy przedstawiające krajobraz morski i pracę rybaków. W 1951 wyjechał do Rzymu, gdzie wykonał 90 wyrobów ceramicznych nawiązujących do starożytnych ludów anatolijskich. Następnego roku wyemigrował do Paryża, gdzie pracował w Centre Georges Pompidou i był wykładowcą Instytutu Języków Orientalnych, prezentował także własne wystawy głównie we Francji i Turcji.
Zmarł 7 grudnia 1994 roku w jednym z paryskich szpitali z powodu niewydolności serca.

## Filmografia[3]

### Filmy
| Rok  | Film                |
| ---- | ------------------- |
| 1950 | Cyganie             |
| 1966 | Goal! The World Cup |

### Seriale
| Rok  | Serial              |
| ---- | ------------------- |
| 1931 | Esrarkeşler         |
| 1931 | Parmak İstifleri    |
| 1952 | İkinci Dünya Savaşı |

## Książki

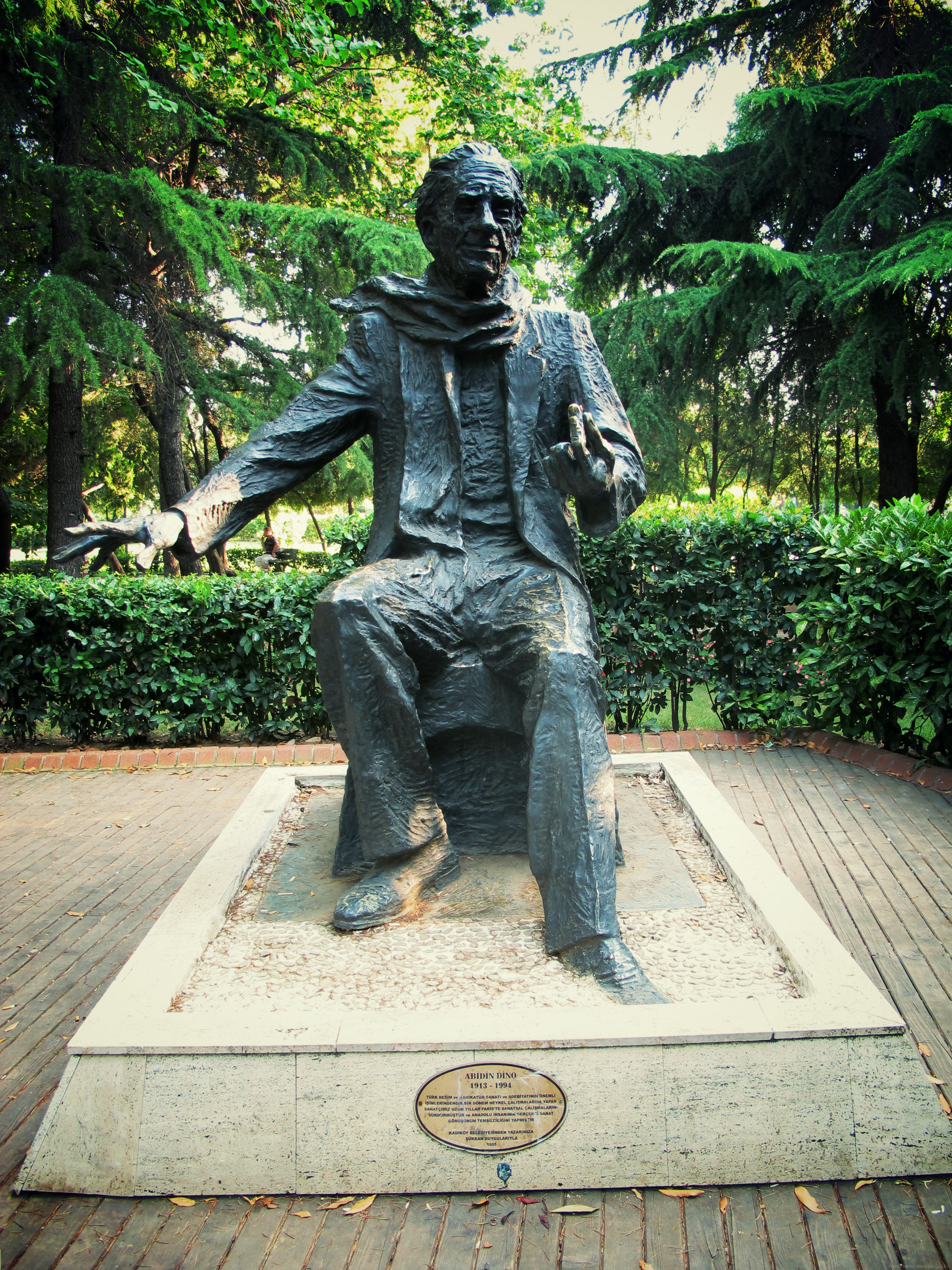
Pomnik Abidina Dino w Stambule

- Pomnik Abidina Dino w StambuleEller (1989)[4][5]

## Wybrane dzieła[3][1]
- Atom Korkusu (1955)
- İşkence (1955)
- Uzay (1959)
- Adalar (1964)
- Savaş ve Barış (1966)
- Çıplaklar (1976)

## Odznaczenia
W 1989 roku został odznaczony francuskim Orderem Sztuki i Literatury.

## Życie prywatne
W 1943 roku poślubił Güzin Dino.